# Антуан Ніколя Дюшен
Антуа́н Ніколя́ Дюше́н (фр. Antoine Nicolas Duchesne, 7 жовтня 1747 — 18 лютого 1827) — французький ботанік, натураліст та садівник.

## Біографія
Антуан Ніколя Дюшен народився у місті Версаль 7 жовтня 1747 року.
Відомий своїми спостереженнями за змінами всередині виду та демонстрацією того, що види не є незмінними, через те що можуть виникати мутації. Так як Дюшен проводив спостереження без допомоги знань сучасних концепцій генетики та молекулярної біології його розуміння проблеми було насправді дивовижним.
Антуан Ніколя Дюшен працював садівником у Версалі, де він був студентом такого ботаніка, як Бернар де Жюссьє. Дюшен вів листування з видатним шведським вченим Карлом Ліннеєм. Його листування з Ліннеєм тривало з 10 листопада 1764 року до 17 березня 1773 року.
Антуан Ніколя Дюшен помер у Парижі 18 лютого 1827 року.

## Наукова діяльність
Антуан Ніколя Дюшен спеціалізувався на насіннєвих рослинах.

## Наукові роботи
- Manuel de botanique, contenant les propriétés des plantes utiles, 1764.
- Histoire naturelle des fraisiers contenant les vues d'économie réunies à la botanique et suivie de remarques particulières sur plusieurs points qui ont rapport à l'histoire naturelle générale, Didot jeune, Paris 1766.
- Le Jardinier prévoyant, contenant par forme de tableau, le rapport des opérations journalières avec le temps des récoltes successives qu'elles préparent (11 Bände), Didot jeune, Paris 1770–1781.
- Sur la formation des jardins, Dorez, Paris 1775.
- Le Porte-feuille des enfans, mélange intéressant d'animaux, fruits, fleurs, habillemens, plans, cartes et autres objets…. Mérigot jeune, Paris, [n.d., probably 1784].
- Le Livret du ″Porte-feuille des enfans″, à l'usage des écoles… d'après la loi du 11 germinal an IV. Imprimerie de Gueffier, Paris, an VI — 1797.
- Le Cicerone de Versailles, ou l'Indicateur des curiosités et des établissemens de cette ville…. J.-P. Jacob, Versailles, an XII — 1804; revised and augmented in 1815.

## Почесті
Рід рослин Duchesnea Sm. був названий на його честь.